# Relaciones internacionales de Alemania

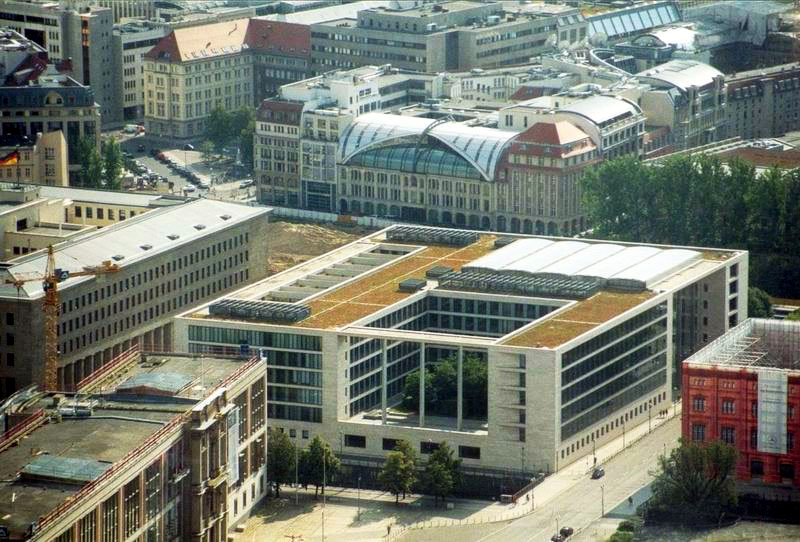
Edificio de la Política Exterior de Alemania (Auswärtiges Amt) en Berlín.

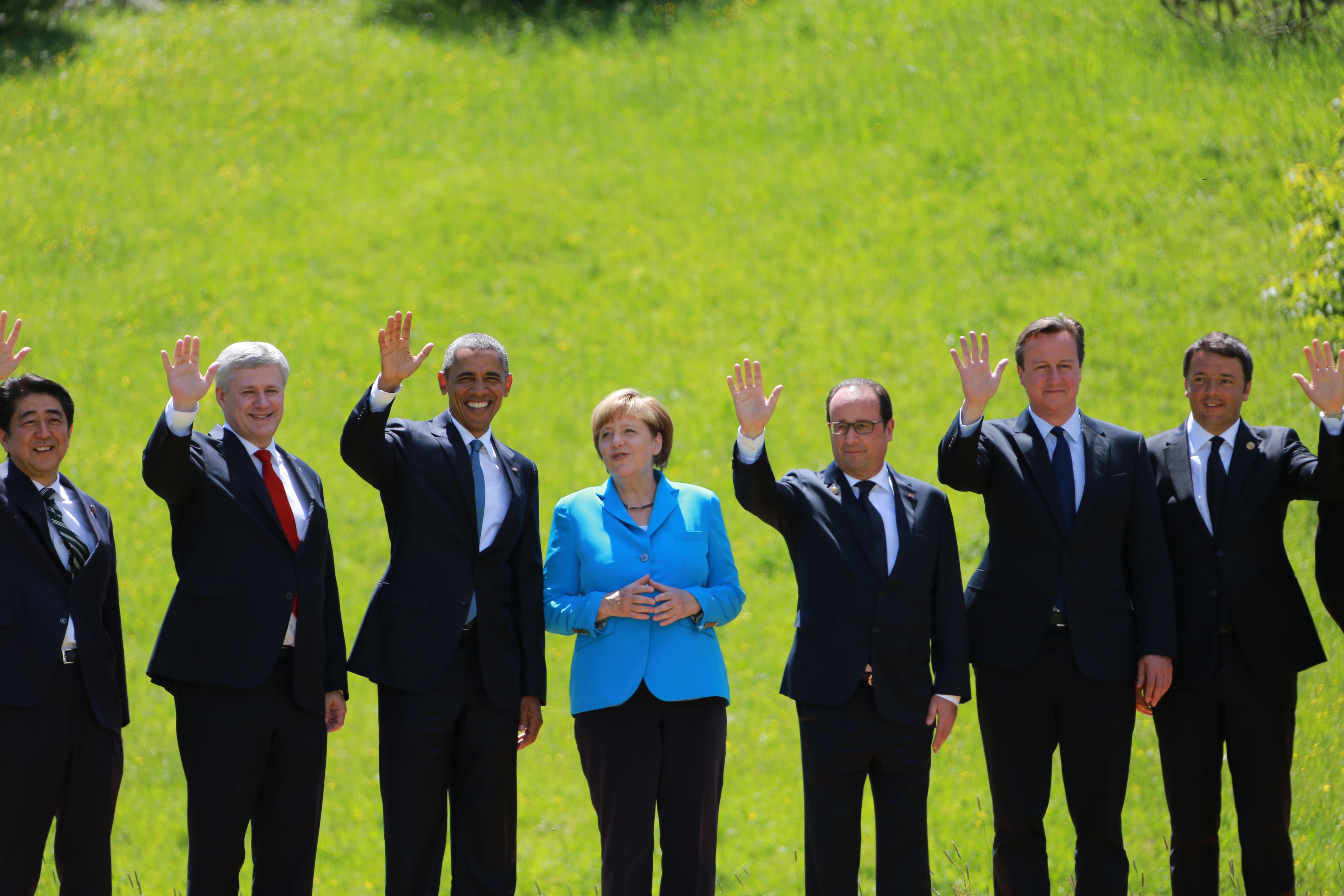
Cumbre del G8 (2015) en Alemania.

Las relaciones internacionales de Alemania son las relaciones que tiene dicho país con los demás países del exterior, tanto en el campo político, como en los campos económico, comercial, militar, jurídico, geopolítico y geoestratégico. La República Federal de Alemania, establecida en 1949, es un país de Europa Central, miembro de la Unión Europea, el G8, el G20 y la OTAN (entre otros). La República Federal es uno de los principales países industrializados del mundo y la mayor economía en Europa.
Desde 1951, Alemania ha estado en el centro de la integración europea y a partir de la reunificación alemana en 1990, ha ampliado sus responsabilidades y la posición central en los asuntos europeos y mundiales. El país es uno de los principales promotores para la conciencia ecológica en respuesta al cambio climático y el calentamiento global.
En el marco del Estado Mayor de la Unión Europea (EMUE) y la OTAN, la República Federal ha reanudado el despliegue de unidades militares para mediar en regiones en conflicto a nivel mundial.

## Antes de la reunificación
Según la Doctrina Hallstein, el RFA no tuvo relaciones diplomáticas con los países de Europa oriental hasta la década de 1970, cuando la Ostpolitik de Willy Brandt resultó decisiva para evitar el choque armado al que Estados Unidos y la Unión Soviética.

## Alemania y la Unión Europea

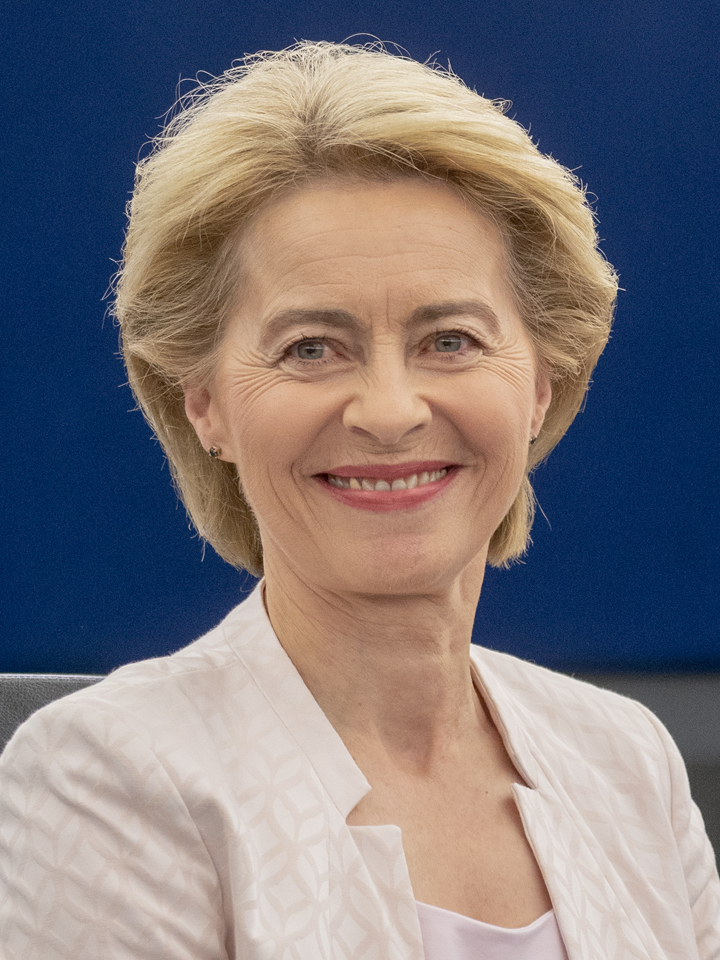
La alemana Ursula von der Leyen es la presidenta de la Comisión Europea desde el 1 de diciembre de 2019.

Alemania ha estado en la vanguardia de la mayoría de los acuerdos alcanzados en la integración europea, desde la Comunidad Europea del Carbón y del Acero (CECA) hasta el Tratado de Lisboa. En este marco, la cooperación franco-alemana es uno de los elementos centrales de la política exterior alemana. El Tratado del Elíseo de 1963 sentó las bases para una colaboración estrecha entre ambos Estados miembros de la Unión Europea.
La colaboración pacífica con sus vecinos siguen siendo uno de los objetivos prioritarios de la política alemana. La mayoría de los problemas sociales que enfrentan los países europeos en general: la inmigración, envejecimiento de la población, el esfuerzo de bienestar social y los sistemas de pensiones - son importantes en Alemania. Así mismo, Alemania ha sido el mayor contribuyente neto a los presupuesto de la Unión Europea durante décadas (en términos absolutos, no per cápita) y trata de limitar el crecimiento de estos pagos netos.
En este contexto, según el politólogo Herfried Münkler «Alemania no quiso asumir necesariamente mayor responsabilidad en Europa luego de la reunificación, pero esta recayó sobre el país por diversas razones».

### Refundación de la Unión Europea
La refundación de la Unión Europea es un proyecto institucional liderado por la Comisión Europea (CE) y el gobierno francés principalmente. Aunque se considera al gobierno alemán como parte impulsora de la iniciativa, la canciller Angela Merkel no se mostró completamente comprometida con varias de las iniciativas del presidente francés Emmanuel Macron quién es el abanderado de las principales propuestas de reforma al interior de la UE.
Las iniciativas de refundación se iniciaron en 2017 dentro del contexto creado tras el referéndum sobre la permanencia del Reino Unido en la Unión Europea, que tras varios años de incertidumbre condujo a la salida de dicho Estado miembro de UE en 2020 (Brexit), y la dinámica consecuente a la postura de relativa ruptura planteada por el gobierno estadounidense de Donald Trump respecto a la UE y los Estados miembros de la organización.
Además, la pandemia de enfermedad por coronavirus en 2020 ha impulsado cambios en bloque comunitario reflejados en una serie de medidas iniciadas en marzo de ese año, seguidas por una ola de anuncios sin precedentes en la historia de la UE.

## Relaciones militares

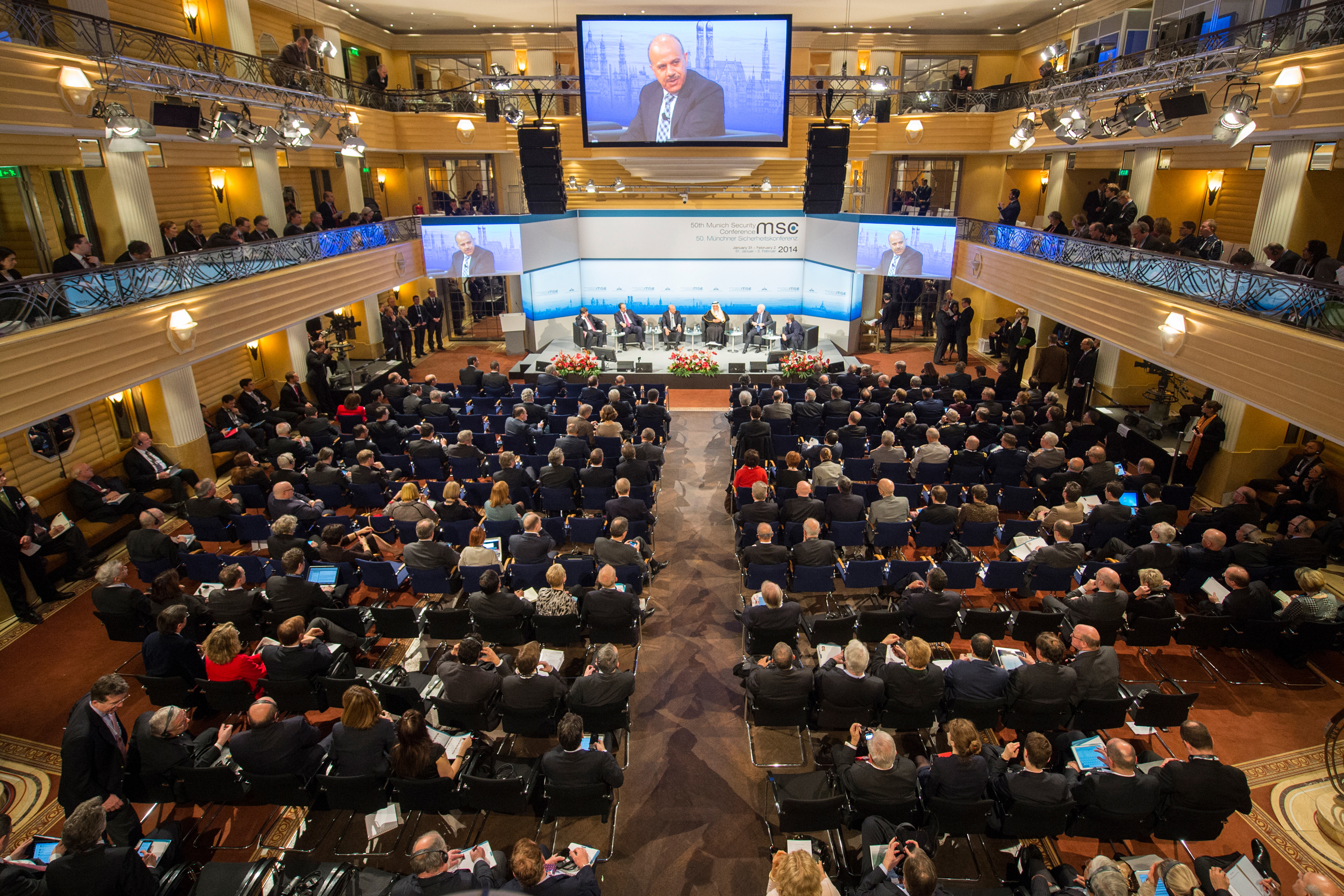
Conferencia de Seguridad de Múnich.

Alemania está prestando una atención creciente a la coordinación de sus políticas con la Unión Europea a través de la Política Europea de Defensa y Seguridad Común.
El gobierno alemán fue uno de los primeros en reconocer a Croacia y Eslovenia como naciones independientes, rechazando el concepto de Yugoslavia (a diferencia de otros estados europeos). Las tropas alemanas participan en los esfuerzos multinacionales para llevar la paz y la estabilidad en los Balcanes.
El descubrimiento de que la Célula de Hamburgo llevó a cabo los atentados del 11 de septiembre de 2001, causó conmoción en el país. En la subsecuente guerra de Afganistán (2001-2014), el gobierno del Canciller Gerhard Schröder respaldado las siguientes acciones militares de la OTAN, enviando tropas de la Bundeswehr a Afganistán para dirigir un programa conjunto de seguridad en el país después del derrocamiento de los talibanes. En 2009, Alemania tenía alrededor de 4.000 efectivos en Afganistán como parte de la Guerra contra el Terrorismo, el tercer mayor contingente después de Estados Unidos y el Reino Unido. Las fuerzas alemanas son en su mayoría en el norte del país.
Entretanto, un amplio sector de la población alemana estaba en contra de la invasión de Irak de 2003, y cualquier despliegue de tropas. Esta posición fue compartida por el gobierno SPD / Verdes, lo que llevó a algunos roces con los Estados Unidos.

## Relaciones bilaterales

### Organización de las Naciones Unidas
En varias oportunidades durante el siglo XXI, el Gobierno Federal de Alemania ha manifestado su intención de obtener un asiento permanente en el Consejo de Seguridad de Naciones Unidas (ONU). Esto requeriría la aprobación de una mayoría de dos tercios de los Estados miembros y la aprobación de los cinco poderes de veto de dicho Consejo. Adicionalmente, desde 2018, varias voces del gobierno feceral se han pronunciado en favor de la idea que Francia ceda a la Unión Europea su silla en el Consejo de Seguridad, a lo que el gobierno de París ha respondido que «la propuesta es jurídicamente imposible».
Alemania es uno de los principales contribuyentes netos de la ONU.